# L'Empire des requins
Pour plus de détails, voir Fiche technique et Distribution.
L'Empire des requins (Empire of the Sharks) est un film américain réalisé par Mark Atkins, sorti en 2017. Il provient de la production de films poubelles de The Asylum et a été tourné pour la chaîne de télévision Syfy.

## Synopsis
Dans l'avenir, le réchauffement climatique a fait que la surface de la Terre est recouverte d’eau à 98%. Le despote Ian Fien règne sur l’océan avec son bras droit Mason Scrimm. Ensemble, ils ont développé une technologie qui leur donne le contrôle sur tous les requins de la planète.
Lorsqu'ils visitent l’une des colonies flottantes et enlèvent une jeune femme nommée Willow, Timor et Sion se rebellent contre les oppresseurs. Avec un sous-marin fabriqué par lui-même, Timor rassemble des volontaires pour une rébellion contre Ian Fien.
Peu après il découvre que Willow possède un mystérieux sextant qui peut contrer le pouvoir de Ian et Mason sur les requins. C'est une « dresseuse de requins » qui n’a besoin d’aucune aide technique pour contrôler les requins. Une bataille s’ensuit entre les rebelles et les dirigeants, que Willow et Timor finissent par gagner.
Willow commence maintenant à utiliser son nouveau pouvoir en tant que marcheuse pour de bon.

## Distribution
- John Savage : Ian Fien
- Jack Armstrong : Timor
- Thandi Sebe : Sion
- Ashley de Lange : Willow
- Leandie du Randt : Nimue
- Jonathan Pienaar : Mason Scrimm

## Contexte
Le film a été présenté pour la première fois le 5 août 2017 sur la chaîne de télévision Syfy dans le cadre de la quatrième « Semaine Sharknado », qui s'est terminée par la première de Sharknado 5: Global Swarming. C’est une préquelle au film Planet of the Sharks (2016), mais avec un casting complètement nouveau dans les rôles principaux. En Allemagne, le film est sorti en DVD et Blu-Ray le 22 septembre 2017, après avoir déjà été disponible auprès de divers fournisseurs de vidéo à la demande.

## Accueil

### Réception critique
TV Spielfilm a décrit le film, qui est évidemment influencé par Waterworld (1995), comme « Plumper B-Horror: Shark-llose Catastrophe » et a résumé: « Le scénario de science-fiction de Maues avec des effets spéciaux grotesquement mauvais : Le royaume des requins est pauvre en idées ».